# Летичівський ґебіт
Лети́чівський ґебіт (нім. Kreisgebiet Letitschew «Летичівська округа») — адміністративно-територіальна одиниця генеральної округи Волинь-Поділля Райхскомісаріату Україна з центром у Летичеві, яка існувала протягом німецької окупації Української РСР.

## Історія
17 липня 1941 року Летичів захопили німецько-нацистські війська. 1 вересня 1941 опівдні з Летичівського, Вовковинецького, Меджибізького і подільської частини Деражнянського районів тодішньої Кам'янець-Подільської області було утворено Летичівську округу (ґебі́т).
Нацисти влаштували у Летичеві єврейське гетто. У міському замку виник концтабір, де окупанти утримували євреїв міста. Наприкінці 1942 року біля передмістя Залетичівки нацисти знищили близько 7200 мешканців гетто.
Станом на 1 вересня 1943 Летичівський ґебіт поділявся на 4 німецькі райони: район Вовковинці (нім. Rayon Wolkowinzy), район Деражня (нім. Rayon Derashnia/Podolien), район Летичів (нім. Rayon Letitschew) і район Меджибіж (нім. Rayon Medshibosh).
У Летичеві виходив тижневик, який відомий під назвами «Летачівські вісті», «Летишівські вісті» або «Лятичівські вісті». Його редактором був Бачинський.
23 березня 1944 року окружний центр Летичів зайняли війська Другого Українського фронту.